# Plaisir d'amour
Pour les articles homonymes, voir Plaisir d'amour (homonymie).

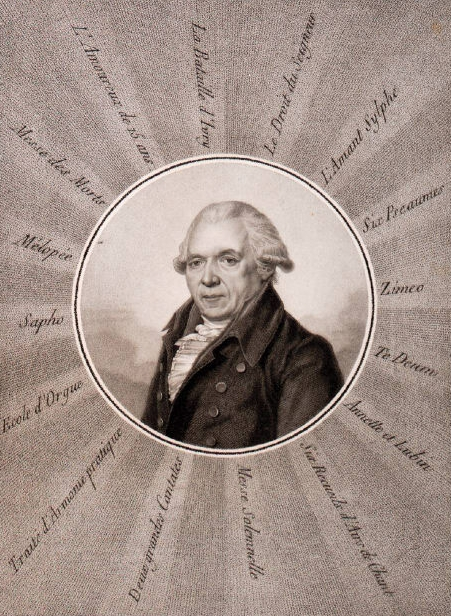
Le compositeur allemand naturalisé français Jean-Paul-Égide Martini (1741-1816).

Plaisir d'amour est une romance composée en 1784 par Jean-Paul-Égide Martini sur des vers de Jean-Pierre Claris de Florian. La chanson, dès lors populaire, connaît depuis de nombreuses adaptations interprétées par divers artistes.

## Présentation
Plaisir d'amour est une romance dont les paroles sont extraites d'une nouvelle de Jean-Pierre Claris de Florian, Célestine, qui figure dans son recueil Les Nouvelles de M. de Florian édité en 1784. Mise en musique la même année, à Nancy, par Jean-Paul-Égide Martini, maître de chapelle du prince de Condé, elle est initialement connue sous le titre La Romance du Chevrier.
La pièce est structurée selon un schéma traditionnel pour le genre : introduction au piano, partie A, ritournelle r1, partie B, ritournelle r2, A, partie C, A, enfin ritournelle r1. Dans l'édition originale, la romance est en fa majeur et module en ut majeur (partie B), ainsi qu'en fa mineur et la bémol majeur dans C. Pour la musicologue Élisabeth Malfroy, « le piano, dans son apport harmonique, participe aussi à la qualité mélodique des ritournelles et de l'accompagnement du chant (fioritures et notes étrangères à l'harmonie, doublement du chant, basse des accords en ligne mélodique) ».
Malfroy relève que Plaisir d'amour est « considérée lors de sa composition comme le prototype immortel de la romance [...et] est encore aujourd'hui, grâce à de nombreuses adaptations [...], une œuvre célèbre ».

## Interprétations
Chanson très populaire reprise dans les cafés, elle compte comme interprètes :
- Albert Vaguet en 1907
- André Baugé en 1930
- Yvonne Printemps en 1931
- Beniamino Gigli en 1935
- Rina Ketty en 1939
- Tino Rossi en 1955
- Magda László en 1955
- Joan Baez en 1961
- Fritz Wunderlich en 1963
- Marianne Faithfull en 1965
- Brigitte Bardot avec Guy Marchand en 1971
- Nana Mouskouri en 1971
- George Chakiris en 1982
- Dorothée en 1985
- Marie Denise Pelletier en 2000
- Monica Frassoni
- Elisabeth Schwarzkopf
- Barbara Hendricks
- Andrea Bocelli
- Renato Bruson
- Ivan Rebroff
- Eddy Mitchell[N 3],[6]
- Franco Battiato
- Michel Aumont
- Emmylou Harris
- Mary Hopkin
- Gabriel Yacoub
- Vincent Dumestre

La mélodie en est empruntée par :
- Anita Carter pour sa chanson My love loves me
- Elvis Presley pour Can't Help Falling In Love
- Aphrodite's Child pour I Want To Live
- The Who pour Real Good Looking Boy
- Idir sous le titre Ssiy tafat

## Dans la culture
Sauf indication contraire, les informations mentionnées dans cette section peuvent être confirmées par le générique de fin de l'œuvre audiovisuelle présentée ici, ainsi que par la base de données cinématographiques IMDb,  présente dans la section « Liens externes ».

### Cinéma
- 1939 : Elle et lui (Love Affair) de Leo McCarey. Chantée par Irene Dunne.
- 1949 : L'Héritière de William Wyler. Interprétée par Montgomery Clift, qui s'accompagne lui-même au piano.
- 1955 : Napoléon - 1re époque de Sacha Guitry. Les trois premiers couplets sont chantés par Luis Mariano, qui joue le rôle de Garat, chanteur français (1762-1823).
- 1965 : Le Corniaud de Gérard Oury. Saroyan (Louis de Funès), qui a désigné l'air comme signe de ralliement à Mickey le bègue (Venantino Venantini), le siffle sous les remparts de Carcassonne.
- 1966 : Batman. Interprétée par une chanteuse non créditée au générique.
- 1967 : La Religieuse, d'après Diderot. Suzanne Simonin (Anna Karina) le chante à sa Supérieure pour montrer ses talents de pianiste et de chanteuse, entourée de religieuses, en vue d'être admise comme postulante.
- 1971 : Boulevard du rhum de Robert Enrico. Interprétée par Brigitte Bardot avec Guy Marchand.
- 1972 : Elle cause plus... elle flingue de Michel Audiard. Darry Cowl et Annie Girardot chantent le refrain puis le début d'un couplet, qu'interrompt l'inspecteur de police joué par Darry Cowl.
- 1977 : Il était une fois la légion de Dick Richards. Interprété par André Penvern.
- 1979 : Et la tendresse ? Bordel !. Une prostituée la reprend et en modifie les deux premiers vers (Plaisir d'amour ne dure qu'un moment, la syphilis dure toute la vie).
- 1991 : Plaisir d’Amour, Nelly Kaplan.
- 2001 : L'Affaire du collier. Marie-Antoinette d'Autriche (Joely Richardson) l’interprète en public dans le théâtre de la Reine.
- 2001 : Blanche comme la neige de Jan Troell
- 2003 : La Fleur du mal. Suzanne Flon fredonne la chanson au début du film.
- 2011 : L'Apollonide - Souvenirs de la maison close de Bertrand Bonello. Interprétée par Éloïse Decazes, la chanson revient de manière récurrente.

### Télévision
- 2001 :
  - Frères d'armes (mini-série), épisode 7. Plaisir d'amour est interprété après l'attaque de la ville de Foy.
  - Les Enquêtes de Prudence Petitpas (série), saison 1, épisode 20 (Jojo et les Moucherons). Les sœurs Béchamel l'interprétent à deux reprises (à chaque fois pendant quelques secondes).
- 2002 : Maigret, épisode 40, La Maison de Félicie. La musique est jouée au cours de l'épisode.
- 2008 : True Blood (série). Plaisir d'amour est le titre - en français dans le texte - de l'épisode 9 de la saison 1. Au cours de l'épisode, l'un des protagonistes interprète la chanson en français puis échange quelques propos à son sujet.
- 2011 : 1920. Wojna i miłość, série polonaise ayant pour cadre la guerre russo-polonaise de 1920. Le refrain y est chanté, en français.
- 2018 : Mélancolie ouvrière de Gérard Mordillat
- 2020 : To all the guys who loved me (drama coréen), la chanson est jouée par une boîte à musique en français.

### Littérature
- 1889 en littérature : La Loge sanglante de Fortuné du Boisgobey. La chanson y est interprétée dans un salon, puis les deux vers principaux sont cités régulièrement au cours du roman.

### Orchestration
- Vers 1850, Jacques Offenbach en fait une orchestration.
- En 1859, Hector Berlioz l'instrumente pour petit orchestre[7].
- En 1931, Ray Ventura l'adapte pour son orchestre[8].

## Paroles

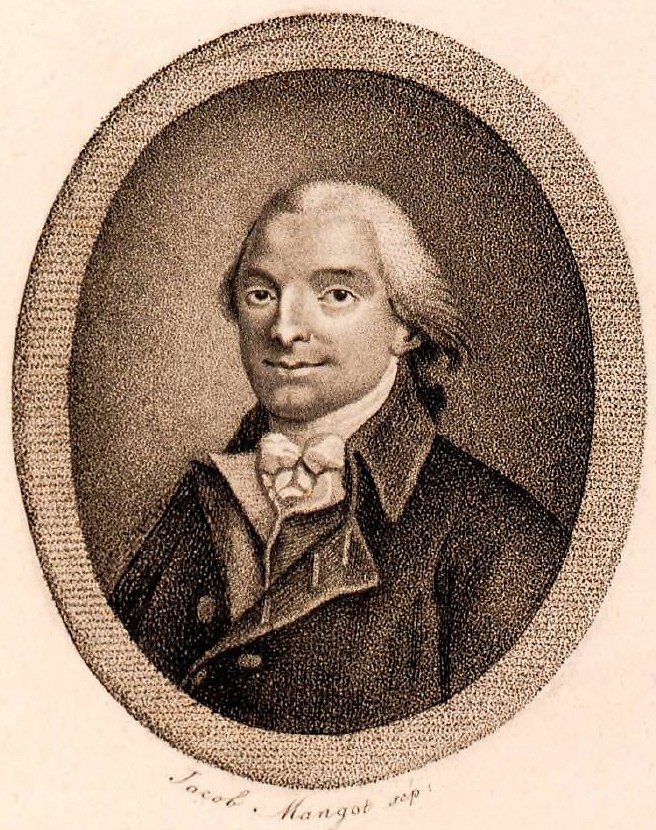
Jean-Pierre Claris de Florian (1755-1794).

Plaisir d'amour ne dure qu'un moment,
Chagrin d'amour dure toute la vie.
J'ai tout quitté pour l'ingrate Sylvie.
Elle me quitte et prend un autre amant.
Plaisir d'amour ne dure qu'un moment,
Chagrin d'amour dure toute la vie.
Tant que cette eau coulera doucement
Vers ce ruisseau qui borde la prairie,
Je t'aimerai, me répétait Sylvie,
L'eau coule encore, elle a changé pourtant.
Plaisir d'amour ne dure qu'un moment,
Chagrin d'amour dure toute la vie.